# 大衛·拉法塔
大衛·拉法塔（捷克語：David Lafata，1981年9月18日—）是捷克的一位足球運動員。在場上司職前鋒。他也代表捷克國家足球隊參賽。